# Opération Memphis
Pour les articles homonymes, voir [[:Claude Joste et son livre « Opération Memphis »]].
L'Opération Memphis est une opération des services de renseignement suisses visant le Centre islamique de Genève d'Hani Ramadan dont l'affaire éclate en 2006. Il visait à lier le Centre avec l'islam radical.

## Histoire

### 2002 à 2004: Mohamed El Ghanem
En 2002, le Dr Mohamed El Ghanem affirme que les services secrets suisses ont commencé à le recruter activement comme informateur pour espionner des personnalités importantes de la communauté musulmane locale, notamment l'imam genevois Hani Ramadan. À l'époque, une opération d'espionnage à grande échelle contre l'imam basé à Genève, appelée « Opération Memphis », était en cours. Au grand dam des services de sécurité suisses, le Dr El Ghanem a refusé de collaborer en tant qu'informateur. À la suite de ce refus, il a affirmé avoir été sévèrement harcelé et menacé par ces mêmes agents des services secrets suisses. En réponse, le Dr El Ghanem a porté plainte contre la police genevoise pour harcèlement. Il affirme ensuite avoir été menacé pour qu'il retire les accusations de harcèlement qu'il avait portées. Le harcèlement s'est poursuivi à plusieurs reprises et sans interruption. Des informateurs, pour la plupart des migrants, auraient été utilisés pour ce harcèlement. En 2003, le Dr El Ghanem a appelé le journaliste Robert Fisk à Beyrouth et lui a fait part des menaces et du harcèlement dont il avait fait l'objet de la part des services secrets suisses,. Robert Fisk connaissait le Dr El Ghanem depuis l'Égypte ; il avait déjà écrit des articles sur les persécutions dont il était victime de la part du gouvernement égyptien.

### 2006: Claude Covassi
Claude Covassi, affirmant travailler pour le Service d'analyse et de prévention (SAP) et le Service de renseignement stratégique (SRS), alias «Menès» pour les services qui l’ont recruté en 2004, il doit glisser des documents dans l’ordinateur du Centre islamique, qui attesteraient d’un lien entre Hani Ramadan et Al-Zawahiri, le numéro 2 d’Al-Qaida, c’est à dire réaliser un kompromat. Seulement voilà, l’espion converti à l’islam se sent en contradiction avec sa foi islamique, s'étant converti d'abord sur ordre, puis sincèrement. Il révèle alors l'inverse, des éléments musulmans manipulés servent de faux-nez à des services de renseignement pour faire des attentats. Le 11 décembre 2006, il informe Hani Ramadan de sa mission. Proche du Réseau Voltaire, il devait publier une enquête sur l'UCK et le PJAK que sa mort en 2013 a empêché.

### Commission parlementaire saisie de l'affaire
Une commission d'enquête parlementaire suisse a mené l'enquête sur l'affaire qui publie en 2007 un rapport de 72 pages sur le sujet.

### 2015: Surveillance du Centre par le SRC
En 2015 des voisins du Centre dénoncent une demande du SRC de surveiller le centre depuis des appartements de voisins.

## Liens et références externes
- Affaire de l’informateur du Centre islamique de Genève Rapport de la Délégation des Commissions de gestion